# Шањон
Шањон (фр. Chagnon) насеље је и општина у источној Француској у региону Рона-Алпи, у департману Лоара која припада префектури Сент Етјен.
По подацима из 2011. године у општини је живело 498 становника, а густина насељености је износила 200,81 становника/km². Општина се простире на површини од 2,48 km². Налази се на средњој надморској висини од 310 метара (максималној 518 m, а минималној 300 m).

## Демографија
| 1962. | 1968. | 1975. | 1982. | 1990. | 1999. | 2011. |
| ----- | ----- | ----- | ----- | ----- | ----- | ----- |
| 252   | 253   | 231   | 285   | 313   | 411   | 498   |

График промене броја становника у току последњих година